# Ishockeyföreningen Björklöven
IF Björklöven, è un club di hockey su ghiaccio con sede a Umeå, in Svezia. Il club ha vinto il titolo nazionale, l'unico della sua storia, nel 1987.

## Capitani (dal 1976)
Quello che segue è l'elenco dei capitani e dei capitani alternativi dell'IF Björklöven a partire dalla stagione 1976-1977.
| Anni      | Capitano            | Capitano/i alternativo/i                             |
| --------- | ------------------- | ---------------------------------------------------- |
| 1976-1977 | John Slettvoll      | Ulf Barrefjord, Eric Järvholm                        |
| 1977-1981 | Ulf Lundström       | dato mancante                                        |
| 1981-1983 | Torbjörn Andersson  | dato mancante                                        |
| 1983-1986 | Rolf Berglund       | dato mancante                                        |
| 1986-1989 | Peter Andersson     | dato mancante                                        |
| 1989-1990 | Ulf Andersson       | dato mancante                                        |
| 1990-1993 | Peter Andersson     | dato mancante                                        |
| 1993-1994 | Patrik Sundström    | Peter Andersson                                      |
| 1994-1995 | Peter Andersson     | dato mancante                                        |
| 1995-1996 | Jens Öhman          | Robert Ljunggren, Peder Bejegård, Jonas Dufåker      |
| 1996-1997 | Robert Ljunggren    | Peder Bejegård, Jens Öhman                           |
| 1997-1998 | Peder Bejegård      | Jens Öhman, Christian Lechtaler                      |
| 1998-1999 | Jens Öhman          | Jörgen Hermansson, Christian Lechtaler               |
| 1999-2000 | Christian Lechtaler | Robert Ljunggren, Fredrik Bergqvist                  |
| 2000-2001 | Christian Lechtaler | Robert Ljunggren, Fredrik Bergqvist, Jesper Jäger    |
| 2001-2002 | Göran Hermansson    | Jörgen Hermansson, Peter Johansson                   |
| 2002-2003 | Jörgen Hermansson   | Jesper Jäger, Jonas Hedberg                          |
| 2003-2005 | Jörgen Hermansson   | Mats Lavander, Jonas Hedberg                         |
| 2005-2006 | Mats Lavander       | Jesper Jäger, Erik Andersson                         |
| 2006-2007 | Mats Lavander       | Andreas Stenling, Björn Lavander                     |
| 2007-2009 | Magnus Gästrin      | Andreas Stenling, Mattias Wennerberg                 |
| 2009-2010 | Fredrik Öberg       | Mattias Wennerberg, Johan Svedberg                   |
| 2010-2011 | Martin Johansson    | Jonas Floberg, Linus Boström, Johan Bergmark         |
| 2011-2012 | Johan Jarl          | Martin Johansson, Jens Ledin                         |
| 2012-2013 | Johan Jarl          | Martin Johansson, Linus Boström                      |
| 2013-2014 | Mats Lavander       | Linus Boström, Stefan Öhman, Alexander Hellström     |
| 2014-2015 | Stefan Öhman        | Alexander Hellström, Mats Lavander, Stefan Andersson |
| 2015-2016 | Stefan Öhman        | Pär Edblom, Mats Lavander, Stefan Andersson          |
| 2016-2017 | Stefan Öhman        | Nicklas Johansson, Marcus Jonsson                    |
| 2017-2018 | Fredric Andersson   | Mikko Pukka, Tobias Hage, Marcus Jonsson             |
| 2018-2019 | Fredric Andersson   | Mikko Pukka, Marcus Jonsson                          |